# 2012-es MTV Movie Awards
A 2012-es MTV Movie Awards díjátadó ünnepségét 2012. június 3-án tartották a kaliforniai Gibson Amphitheatre-ben, házigazda Russell Brand volt. A jelölteket május 1-jén tették közé. A műsort az MTV, az MTV2, a VH1 és a Logo csatorna közvetítette.

## Jelöltek
A győztesek neve vastagon és dőlt betűkkel vannak írva.

### Az év filmje
- Az éhezők viadala
- A segítség
- Alkonyat: Hajnalhasadás
- Harry Potter és a halál ereklyéi 2.
- Koszorúslányok

### Legjobb színésznő
- Emma Stone (Őrült, dilis, szerelem)
- Emma Watson (Harry Potter és a halál ereklyéi 2.)
- Jennifer Lawrence (Az éhezők viadala)
- Kristen Wiig (Koszorúslányok)
- Rooney Mara (A tetovált lány)

### Legjobb színész
- Channing Tatum (Fogadom)
- Daniel Radcliffe (Harry Potter és a halál ereklyéi 2.)
- Joseph Gordon-Levitt (Fifti-fifti)
- Josh Hutcherson (Az éhezők viadala)
- Ryan Gosling (Gázt!)

### Áttörő előadás
- Elle Fanning (Super 8)
- Melissa McCarthy (Koszorúslányok)
- Liam Hemsworth (Az éhezők viadala)
- Rooney Mara (A tetovált lány)
- Shailene Woodley (Utódok)

### Legjobb komikus játék
- Jonah Hill (A kopasz osztag)
- Kristen Wiig (Koszorúslányok)
- Melissa McCarthy (Koszorúslányok)
- Oliver Cooper (Project X - A buli elszabadul)
- Zach Galifianakis (Másnaposok 2.)

### Legjobb zene
- LMFAO - Party Rock Athem (A kopasz osztag)
- College with Electric Youth - A Real Hero '(Gázt!)'
- The Chemical Brothers - The Devil Is in the Details '(Hanna - Gyilkos természet)'
- Figurine - IMpossible '(Like Crazy)'
- Kid Cudi - Pursuit of Happiness (Steve Aoki remix) '(Project X - A buli elszabadul)'

### Legnagyobb változás a képernyőn
- Colin Farrell (Förtelmes főnökök)
- Elizabeth Banks (Az éhezők viadala)
- Johnny Depp (A kopasz osztag)
- Michelle Williams (Egy hét Marilynnel)
- Rooney Mara (A tetovált lány)

### Legnagyobb aggodalom a képernyőn
- Kristen Wiig, Maya Rudolph, Rose Byrne, Melissa McCarthy, Wendi McLendon-Covey és Ellie Kemper '(Koszorúslányok)'
- Jonah Hill & Rob Riggle '(A kopasz osztag)'
- Ryan Gosling (Gázt!)
- Bryce Dallas Howard (A segítség)
- Tom Cruise (Mission Impossible: Fantomprotokoll)

### Legjobb csók
- Channing Tatum & Rachel McAdams (Fogadom)
- Jennifer Lawrence & Josh Hutcherson (Az éhezők viadala)
- Robert Pattinson & Kristen Stewart (Alkonyat: Hajnalhasadás)
- Rupert Grint & Emma Watson (Harry Potter és a halál ereklyéi 2.)
- Ryan Gosling & Emma Stone (Őrült, dilis, szerelem)

### Legjobb harc
- Channing Tatum & Jonah Hill vs. Kid Gang (A kopasz osztag)
- Daniel Radcliffe vs. Ralph Fiennes (Harry Potter és a halál ereklyéi 2.)
- Jennifer Lawrence & Josh Hutcherson vs. Alexander Ludwig (Az éhezők viadala)
- Tom Cruise vs. Michael Nyqvist (Mission Impossible: Fantomprotokoll)
- Tom Hardy vs. Joel Edgerton (A végső menet)

### Legjobb stáb
- A kopasz osztag (Sony Pictures)
- Koszorúslányok (Universal Pictures)
- Harry Potter és a halál ereklyéi 2. (Warner Bros. Pictures)
- A segítség (DreamWorks)
- Az éhezők viadala (Lionsgate)

### A legidegesítőbb személy
- Bryce Dallas Howard (A segítség)
- Colin Farrell (Förtelmes főnökök)
- Jennifer Aniston (Förtelmes főnökök)
- Jon Hamm (Koszorúslányok)
- Oliver Cooper (Project X - A buli elszabadul)

### A legjobb hős
- Amerika Kapitány (Amerika Kapitány: Az első bosszúálló)
- Greg Jenko (21 Jump Street)
- Katniss Everdeen (Az éhezők viadala)
- Harry Potter (Harry Potter and the Deathly Hallows – Part 2)
- Thor (Thor)

#### Érdekesség
- Johnny Deppet húszéves színészi munkája alkalmával MTV Generation-díjjal jutalmazták.
- Emma Stone-t MTV Trailblazer díjjal jutalmazták.

## Statisztika

### Egynél több jelöléssel bíró filmek
- 8 jelölés: Az éhezők viadala, Koszorúslányok
- 6 jelölés: A kopasz osztag, Harry Potter és a halál ereklyéi 2.,
- 4 jelölés: A segítség
- 3 jelölés: A tetovált lány, Förtelmes főnökök, Gázt!, Project X - A buli elszabadul
- 2 jelölés: Alkonyat: Hajnalhasadás, Fogadom, Mission Impossible: Fantomprotokol, Őrült, dilis, szerelem

### Egynél több jelöléssel bíró színész/színésznő
- 3 jelölés: Channing Tatum, Jennifer Lawrence, Jonah Hill, Josh Hutcherson, Kristin Wiig, Melissa McCarthy, Oliver Cooper, Rooney Mara, Ryan Gosling,
- 2 jelölés: Bryce Dallas Howard, Colin Farrell, Daniel Radcliffe, Emma Stone, Emma Watson, Tom Cruise

### Egynél több díjjal bíró filmek
- 4 díj: Az éhezők viadala (film)
- 2 díj: Alkonyat: Hajnalhasadás, Koszorúslányok, Harry Potter és a halál ereklyéi 2.

### Egynél több díjjal bíró színész/színésznő
- 3 díj: Josh Hutcherson
- 2 díj: Jennifer Lawrence, Melissa McCarthy